# Soffitto a carena di nave

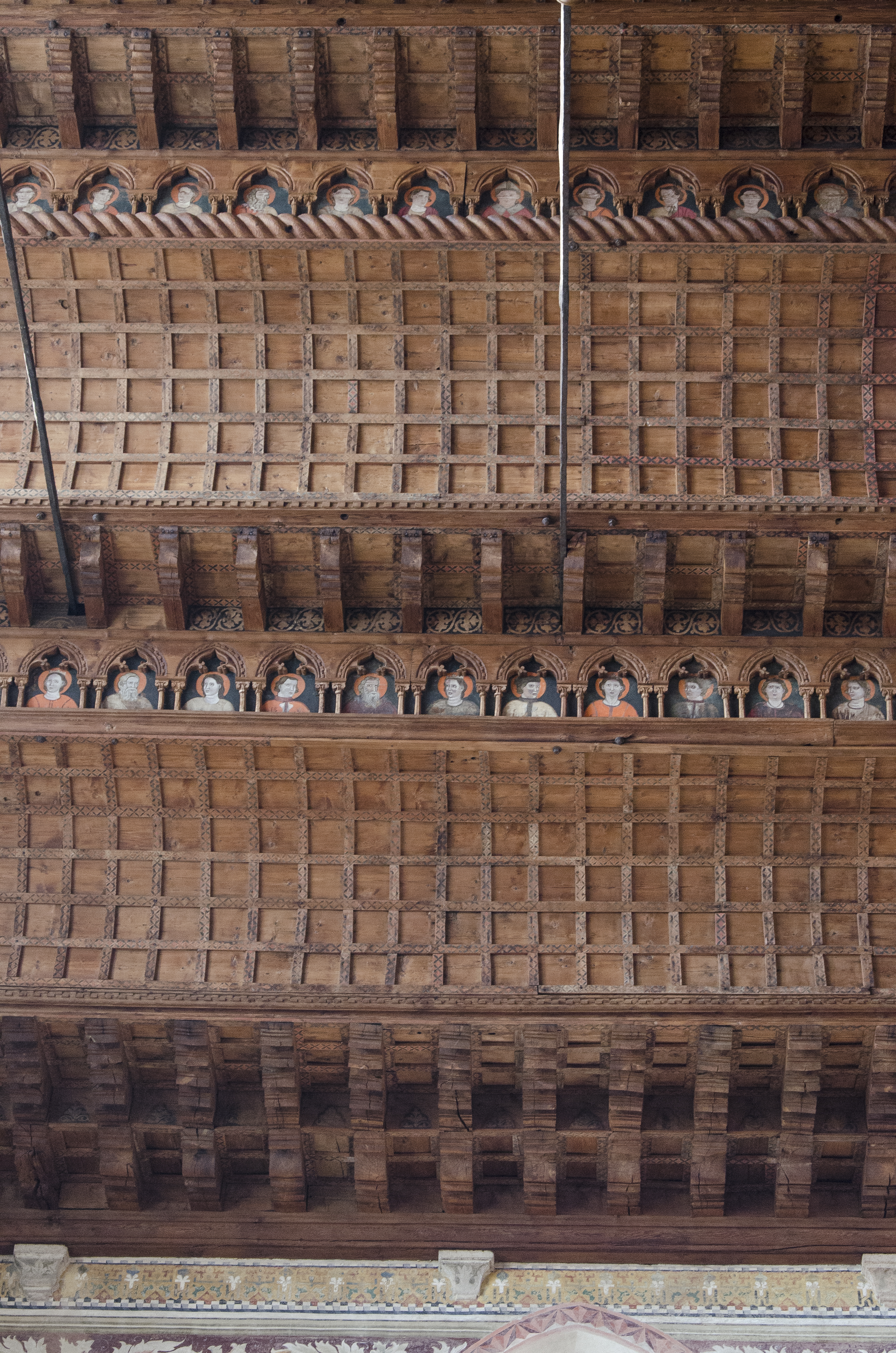
Particolare del trecentesco soffitto a carena di nave della chiesa di San Fermo Maggiore a Verona

Per soffitto a carena di nave (citato anche, più semplicemente, come soffitto carenato o invece, con una certa ridondanza, come soffitto a carena di nave rovesciata) si intende un sistema di copertura tipico soprattutto nelle chiese del periodo gotico, ma anche con episodi risalenti al periodo romanico, e in ambito veneto.

## Descrizione
Si tratta in realtà di un controsoffitto in legno sostenuto dalle capriate. Il nome tradizionale di carena di nave racconta in realtà alcune somiglianze suggerite dal loro aspetto come il listello che corre al centro delle volte ricorda le ben più robuste chiglie, la volta ricorda lo scafo e le fasce orizzontali che le raccordano alle pareti i baccalari, cioè delle specie di mensole che lungo le fiancate delle galee veneziane alloggiavano gli scalmi dei remi. Evoca un'immagine precisa ma dal punto di vista costruttivo queste opere non hanno nulla a che fare con la marineria. Evocano altrettanto, ma non lo sono, un soffitto autoportante in muratura. Il loro scopo era infatti quello di realizzare una struttura molto più leggera di un vero soffitto allo scopo di ridurre le spinte laterali sulle sommità della navata. 

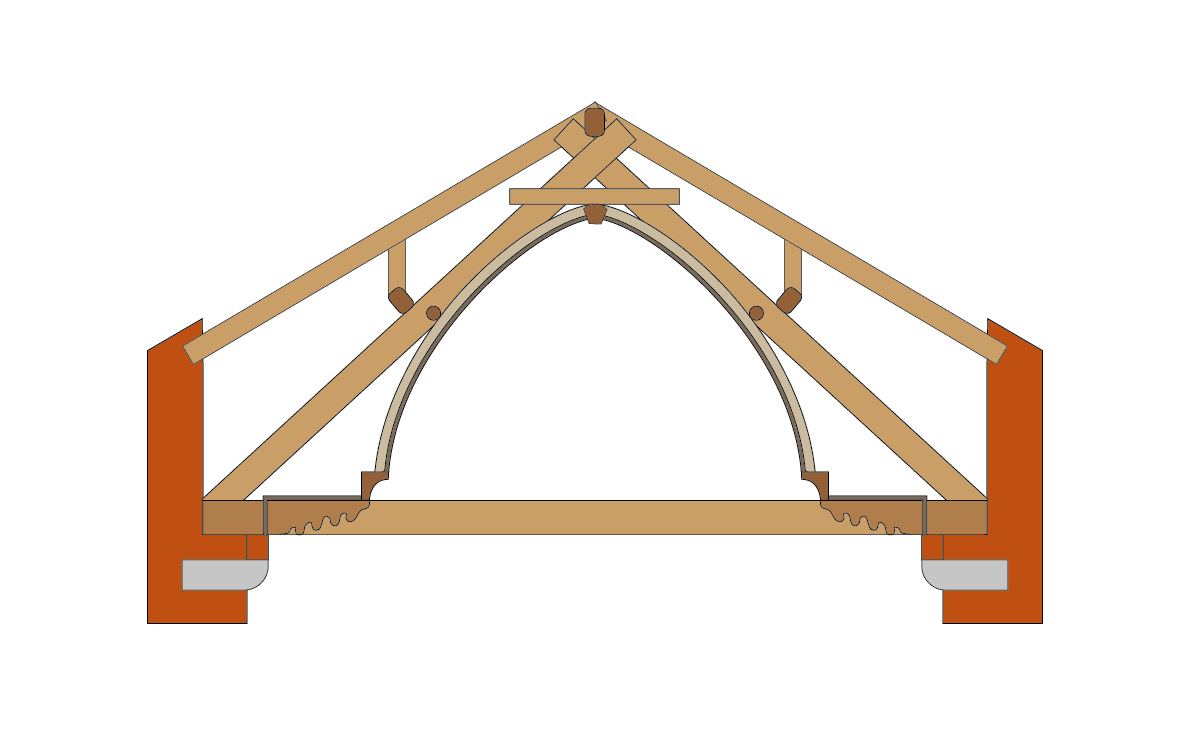
Sezione del soffitto della chiesa di San Giacomo da l'Orio, Venezia

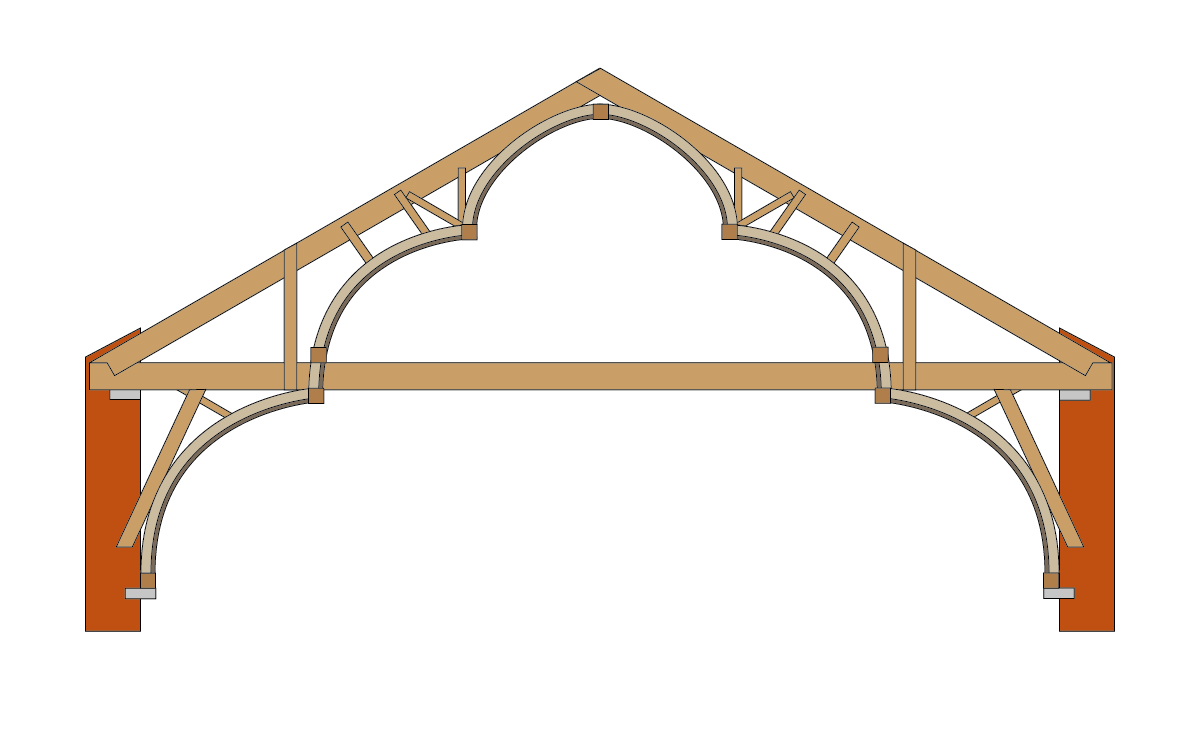
Sezione del soffitto della chiesa di Santo Stefano, Venezia

La loro sezione consisteva solitamente in due segmenti orizzontali di raccordo alle pareti ed una sezione centrale arcuata e spesso polilobata e talvolta terminata a forma di ogiva. Tra gli esempi sopravvissuti ne rimangono anche un paio solamente polilobati senza gli elementi orizzontali. La struttura di sostegno rimase sempre della classica capriata a sostegno del tetto, magari con qualche limitato accorgimento aggiuntivo per facilitare il raccordo con i tavolati della carena. Dalla navata apparivano come un vero soffitto ligneo mistilineo, lavorato finemente a cassettoni sulle superfici curve (ma in realtà si trattava di sottili listelli dipinti apposti sulle connessure per evitare che la polvere ne uscisse e piovesse sui fedeli), la parte centrale delle catene della capriata, anche queste dipinte, restava a vista; le fasce orizzontali erano raccordate ai muri da un più fitta serie di barbacani dai profili elaborati.
Un precedente può essere costituito dalle opere tardomedioevali per chiese e ospedali dell'Europa nordoccidentale. In questi casi le soffittature lignee sono state prevalentemente eliminate ma le strutture residue delle capriate denunciano la situazione originaria.
Gli esempi più semplici (fasce piane ai lati e volta ad arco) si trovano Venezia nelle chiese di San Polo, San Zan Degolà e nella chiesa di Santa Caterina di Mazzorbo, ma nei primi due casi hanno subito alterazioni non ben valutabili all'inizio del Novecento. Un altro esempio (del XV secolo) era nella chiesa di Santa Caterina de Sacchi ma è andato pressoché distrutto dal fuoco nel 1979. Anche quello molto più antico (fine Duecento) nella chiesa di San Giacomo da l'Orio segue lo stesso schema ma con la volta centrale a profilo ogivale e, caso unico, con la carenatura della navata che si interseca con quella dei transetti al centro della crociera. Più complesso è il soffitto della chiesa di Santo Stefano (prima metà del XV secolo), sempre a Venezia, senza le fasce orizzontali, ma con un profilo pentalobato e la volta centrale anche questa ogivale. Non disturbano troppo le unghie allargate nel Seicento per far fluire la luce dei nuovi lunettoni, sicuramente aperti in sostituzione delle originali strette finestre gotiche. 

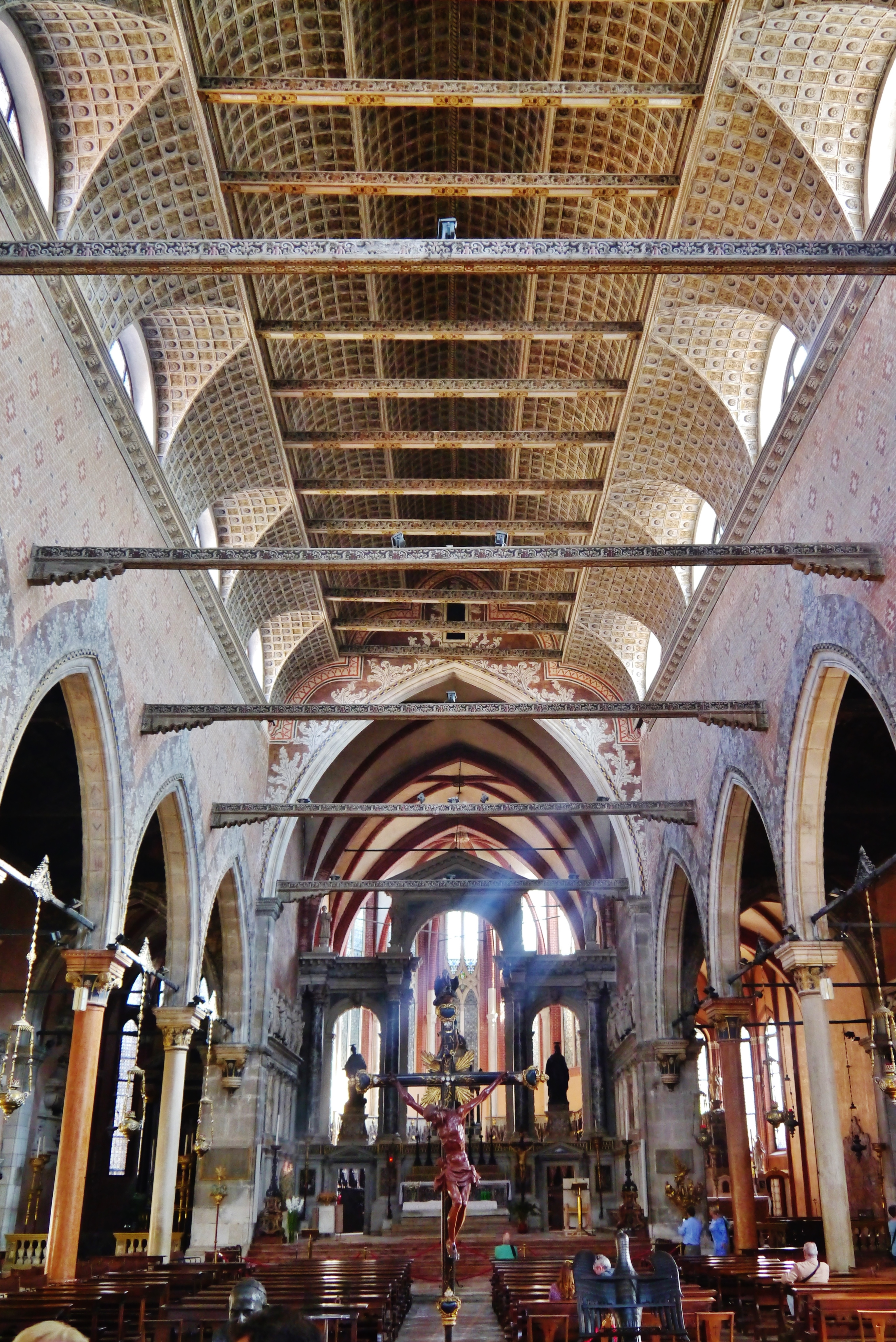
La navata centrale con il soffitto a carena di nave della chiesa di Santo Stefano, Venezia

Una soffitto a carena pentalobato, impostato direttamente alle pareti, è anche nella basilica di Santa Maria Assunta ad Aquileia. Ancora pentalobati, ma impostati sulle fasce piane dei barbacani, si trovano nella cattedrale di San Giusto a Trieste e chiesa di San Nicolò a Treviso. Trilobati e sempre col motivo dei barbacani sono i soffitti carenati della chiesa di San Francesco a Treviso (realizzato all'inizio del XIV secolo), nella basilica di San Zeno a Verona e nella chiesa di San Francesco a Brescia. Realizzati in luoghi più lontani da Venezia sono i soffitti carenati nel duomo di Ancona, un'influenza dai modelli veneti sicuramente dovuta alla collocazione della città sulle rotte navali veneziane. Lo stesso discorso potrebbe valere per il sontuoso soffitto del santuario di Santa Maria delle Grazie nella campagna riminese. Più misteriosa è l'importazione del modello nel piccolo oratorio di San Giovanni Battista a Urbino.
Una soluzione più dimessa, normalmente assimilata al modello a carena, ma per altri versi sorprendentemente più simile alla soluzione strutturale specificamente spagnola del techo de pares y nudillos, appare nella basilica di San Francesco di Ravenna dove su due gradini piani si impostano due superfici inclinate per terminare con soffitto orizzontale.
L'esempio più ricco è quello della chiesa di San Fermo Maggiore a Verona dei primi decenni del trecento che presenta, sopra le fasce orizzontali, le lobature intervallate da due gradoni. Le parti orizzontali di questi gradoni sono al solito arricchite dai barbacani, ma qui eccezionalmente reiterati su tre livelli. Quelle verticali presentano una teoria di santi dipinti affacciati ad un finto loggiato a colonne binate e archi trilobati. Altrettanto complesso è il soffitto della chiesa degli Eremitani a Padova, ricostruita dopo i bombardamenti del 1944. Progettato da fra Giovanni da Verona dopo il 1306, si presenta diviso in due sezioni; nella parte verso il presbiterio le sette lobature partono dai piani a barbacane mentre la parte più estesa, verso la facciata, parte un profilo curvo su cui sono impostate, tra catena e catena, delle piccole volte ortogonali all'asse della chiesa, sopra queste si riprende il profilo delle lobature sommitali.
Nei soffitti dei saloni del Palazzo della Ragione di Padova (progetto sempre di Fra Giovanni da Verona) e nella Basilica Palladiana di Vicenza, per quanto visivamente simili e assimilabili al gusto di quei tempi, la struttura risulta completamente diversa: le volte sono sostenute da un sistema di travi curvilinee, invece delle travi a catena sono presenti dei tiranti di ferro e il soffitto fa corpo unico con il tetto rivestito con lastre metalliche.
Abbiamo memoria che anche il trecentesco soffitto della Sala del Maggior Consiglio del Palazzo Ducale di Venezia, distrutto nell'incendio del 1577, fosse a forma di carena di nave. Non sappiamo però se si trattasse di un controsoffitto come quello delle chiese o imitasse il precedente padovano di Fra Giovanni.

## Galleria d'immagini

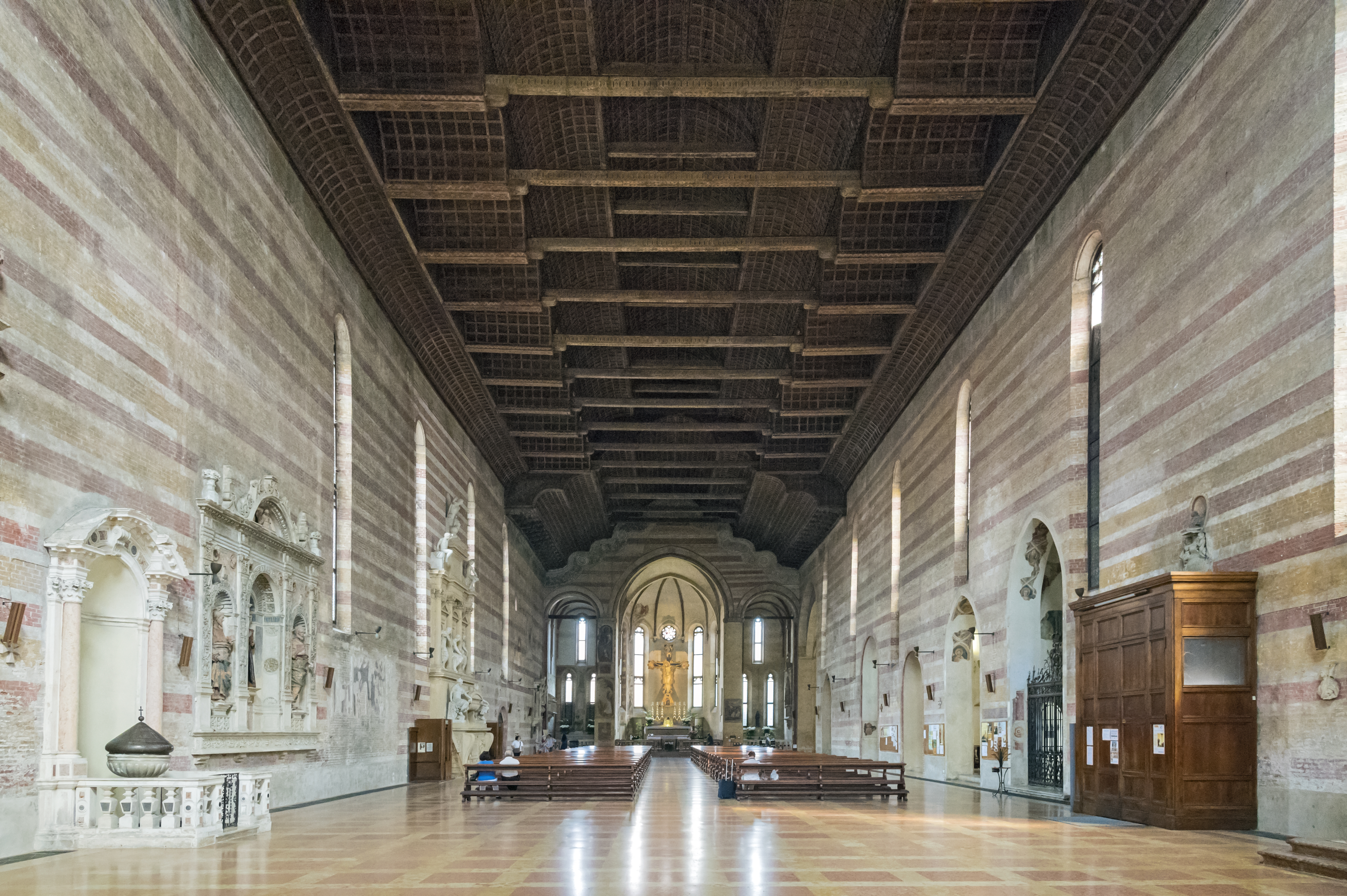
Il doppio sistema di copertura degli Eremitani a Padova
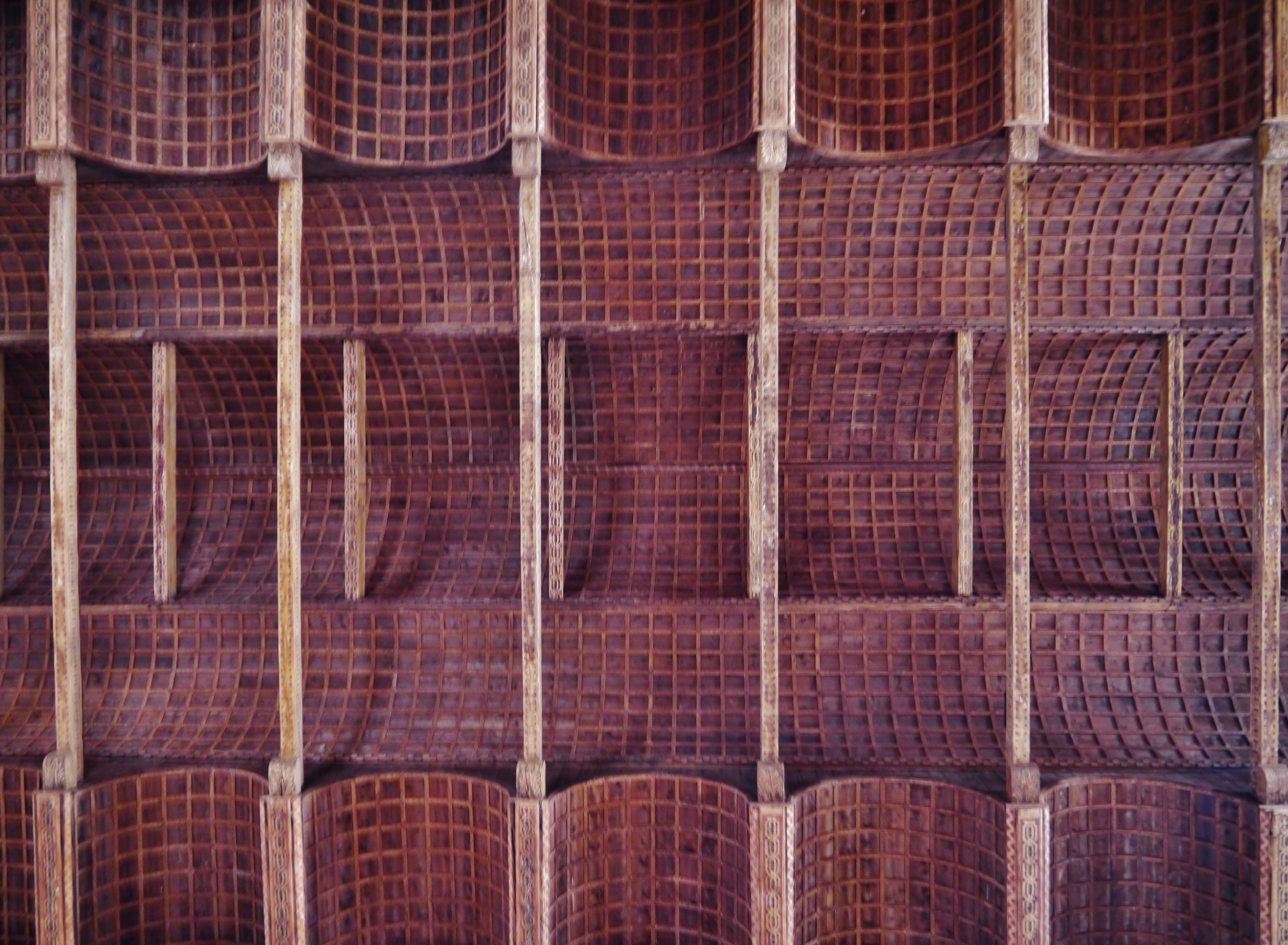
Porzione del soffitto degli Eremitani a Padova verso la facciata
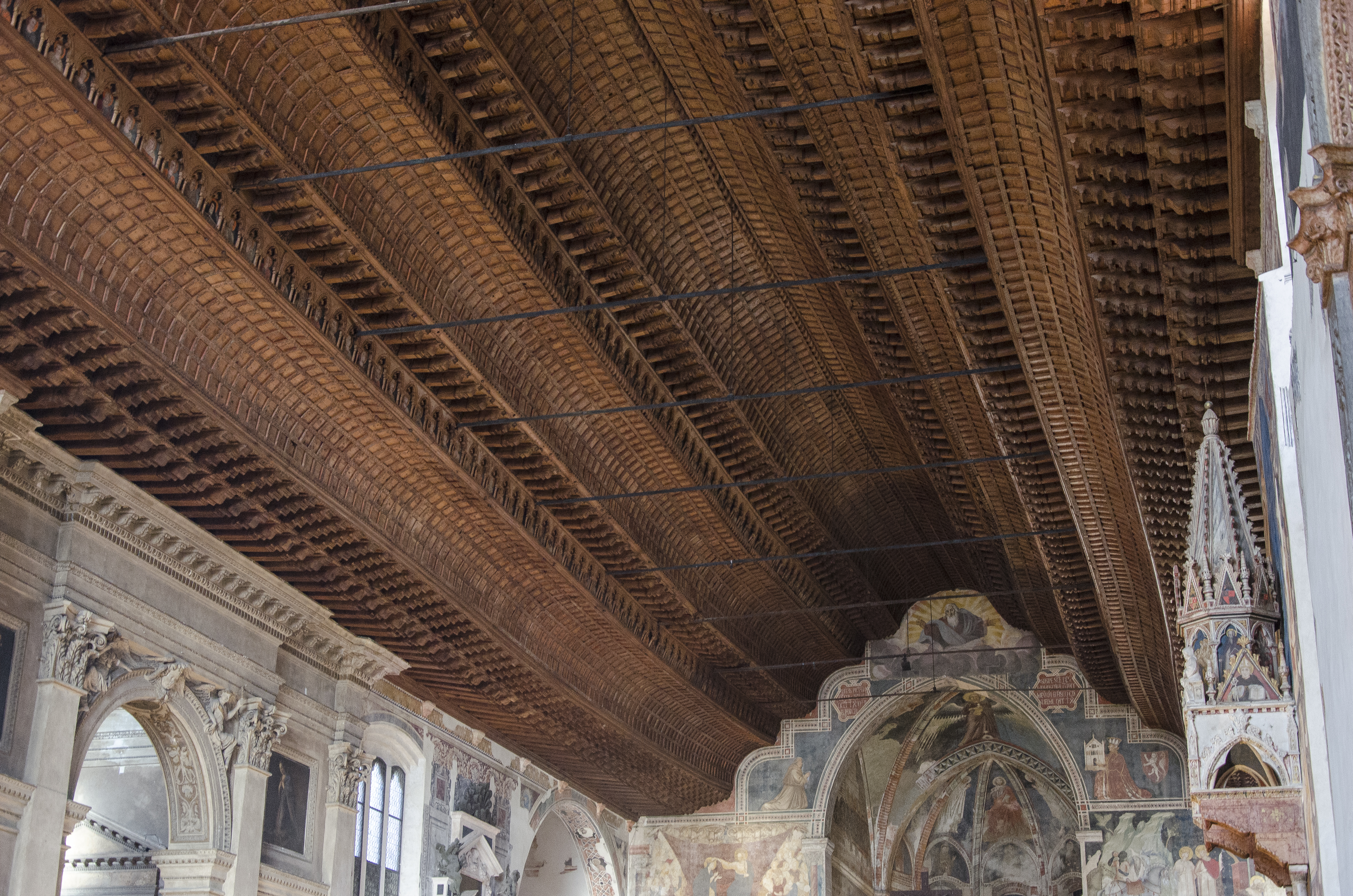
San Fermo Maggiore a Verona
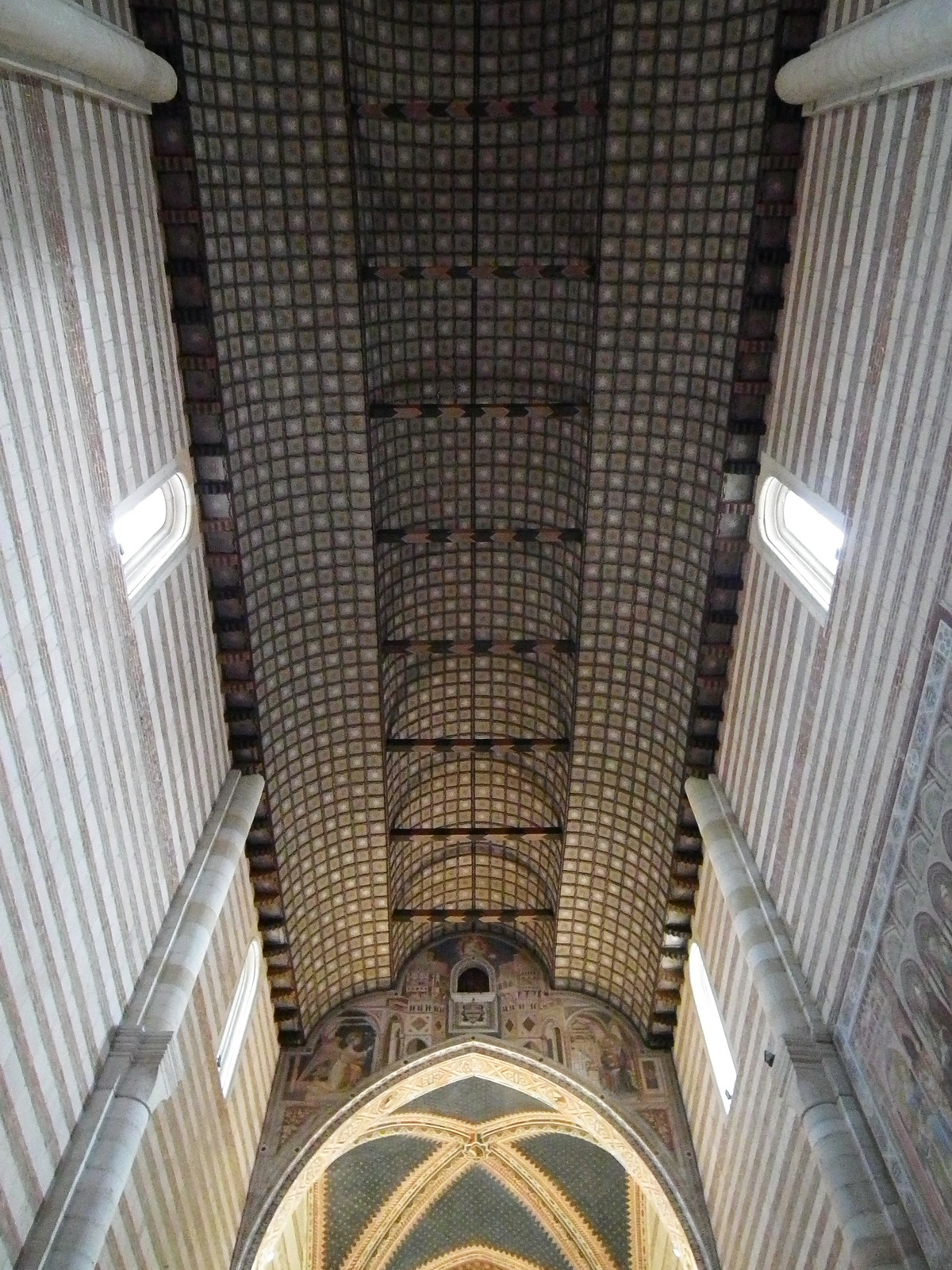
San Zeno a Verona
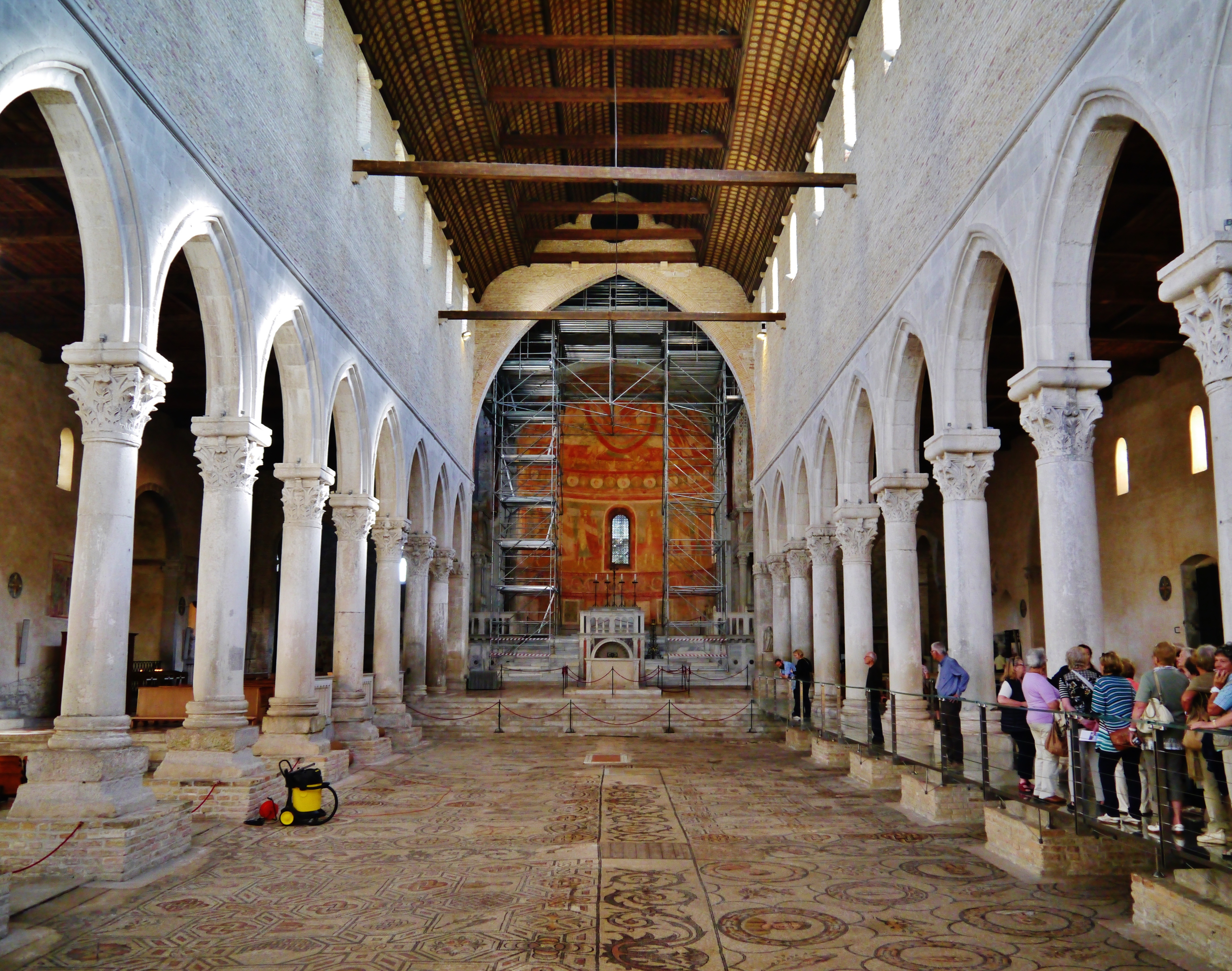
Santa Maria Assunta ad Aquileia
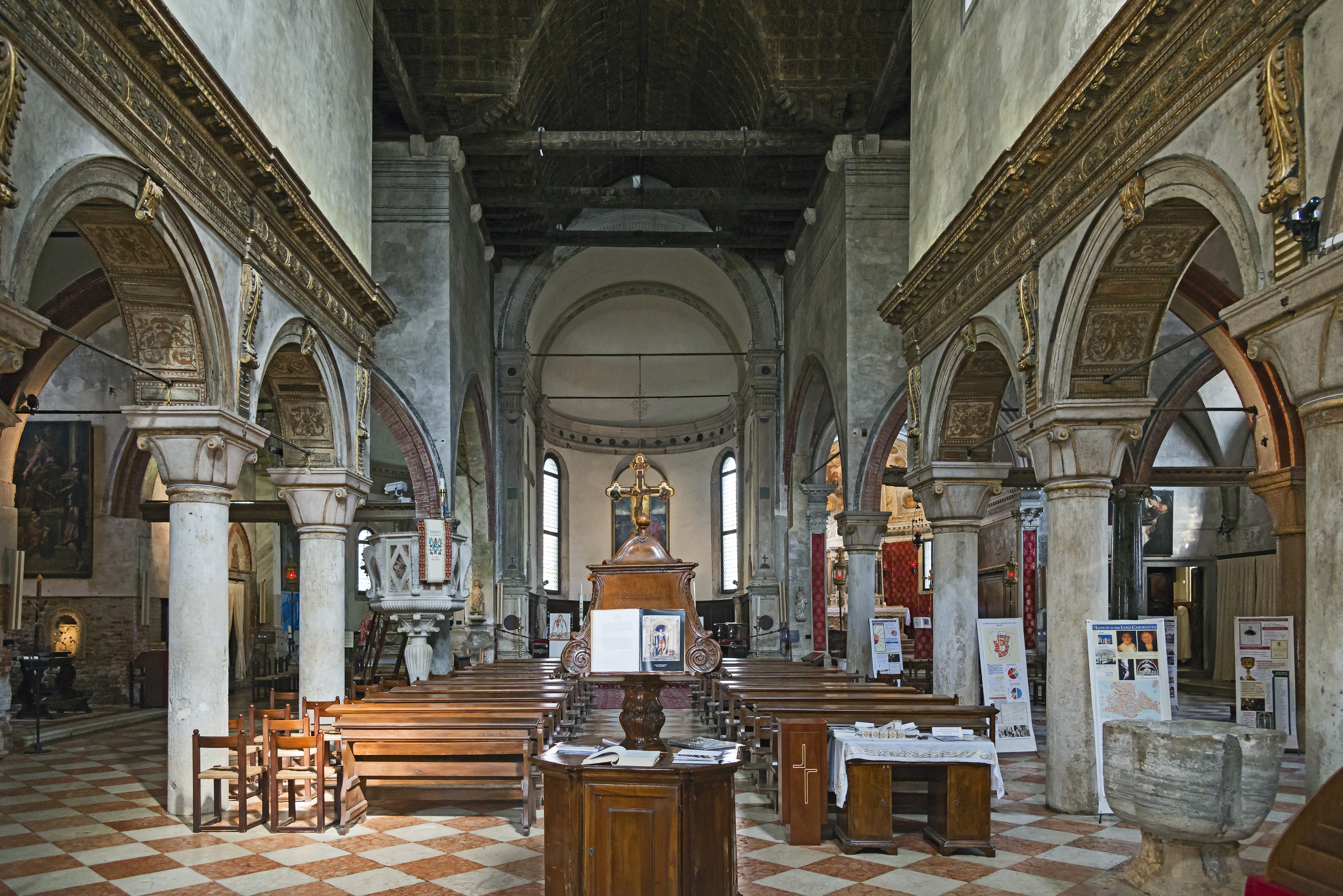
San Giacomo da l'Orio, Venezia
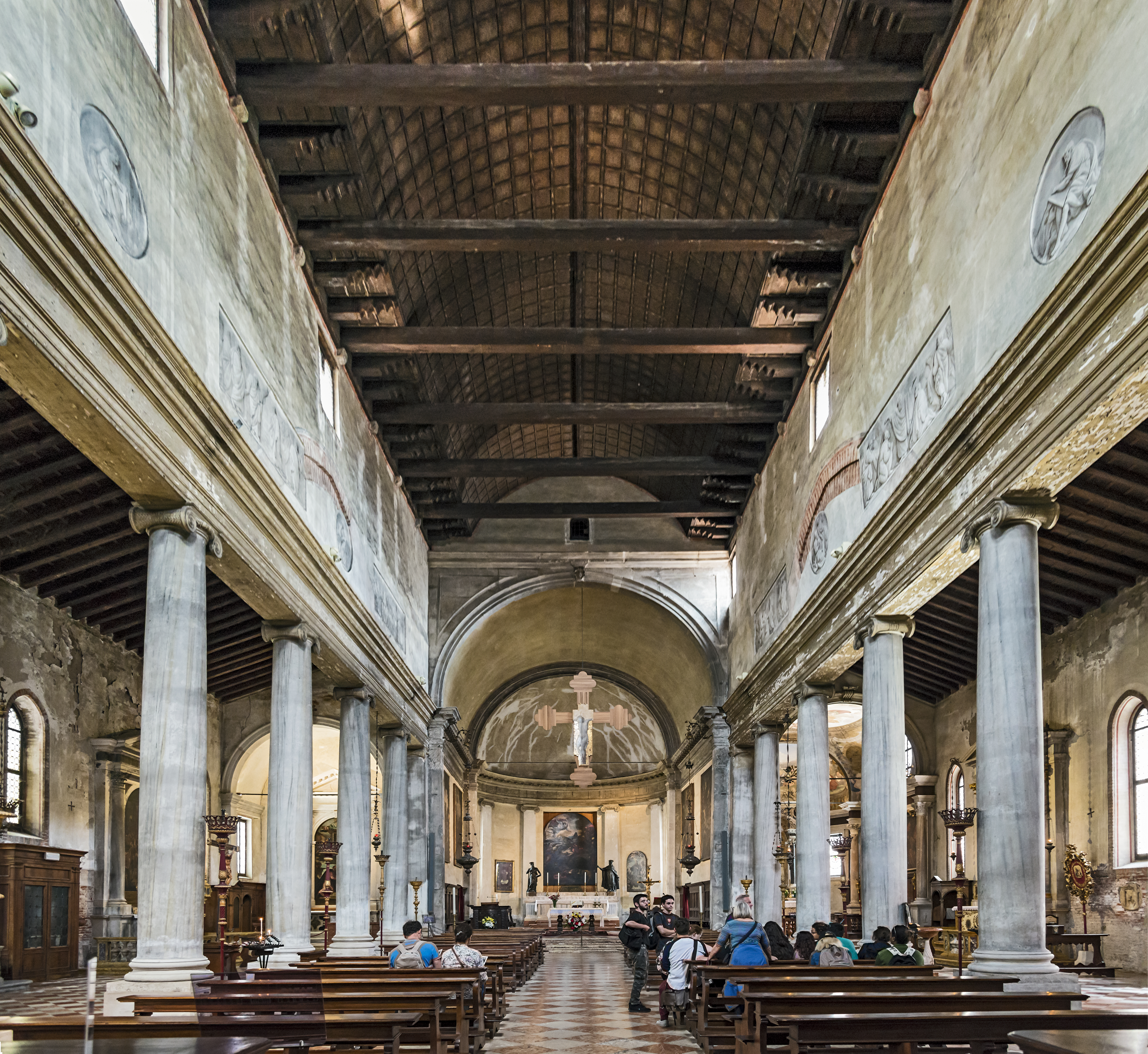
San Polo a Venezia
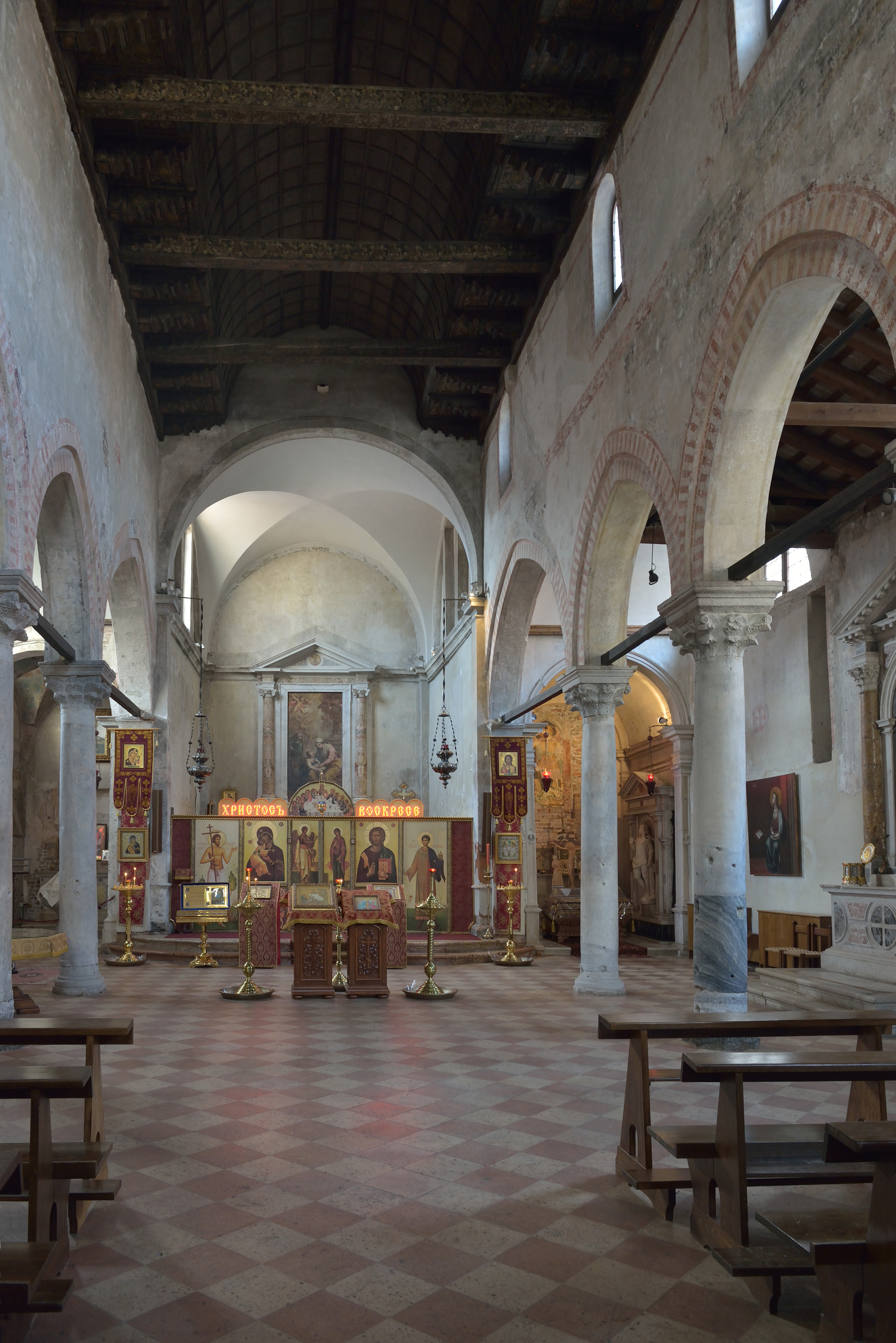
San Zan Degolà a Venezia
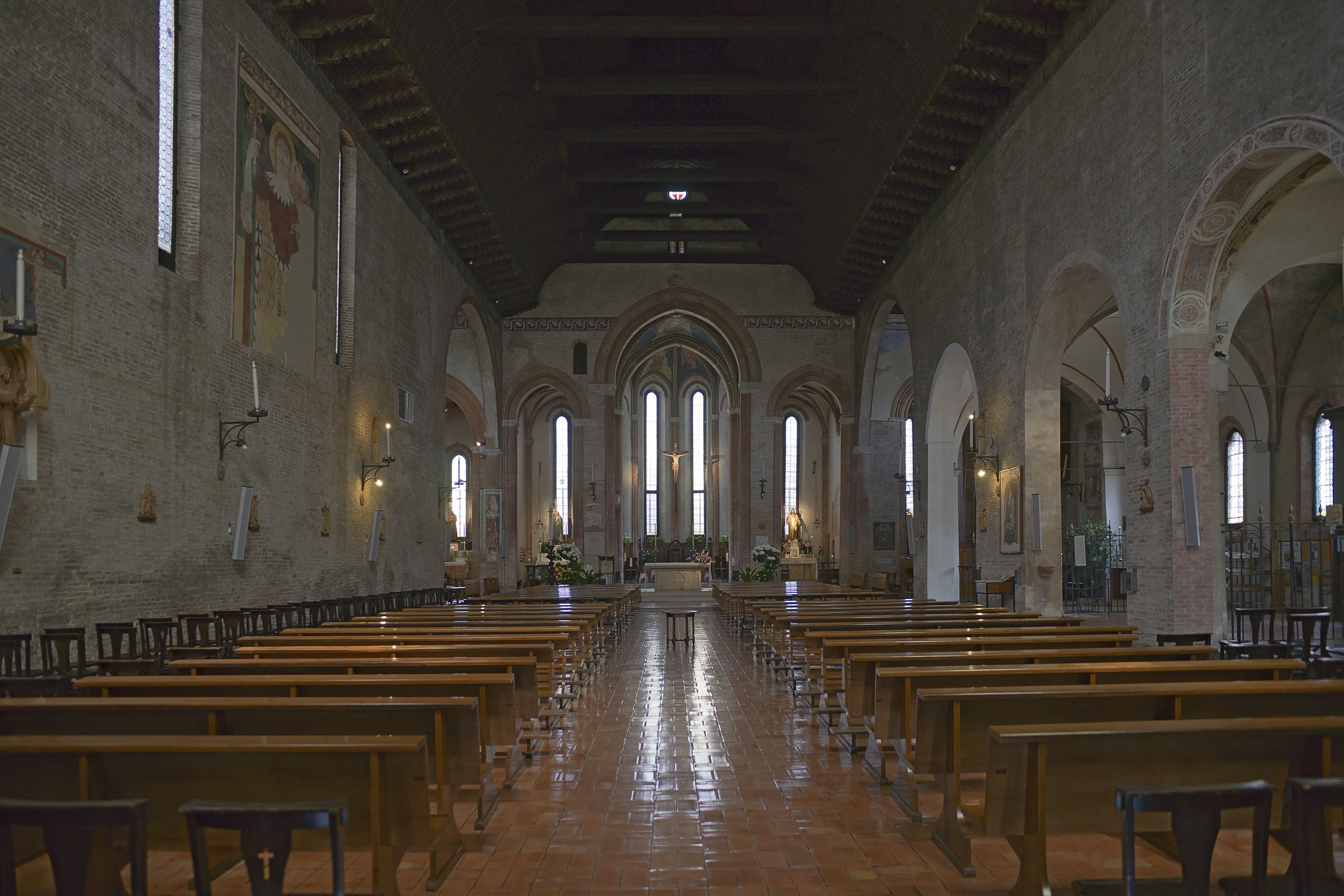
San Francesco a Treviso
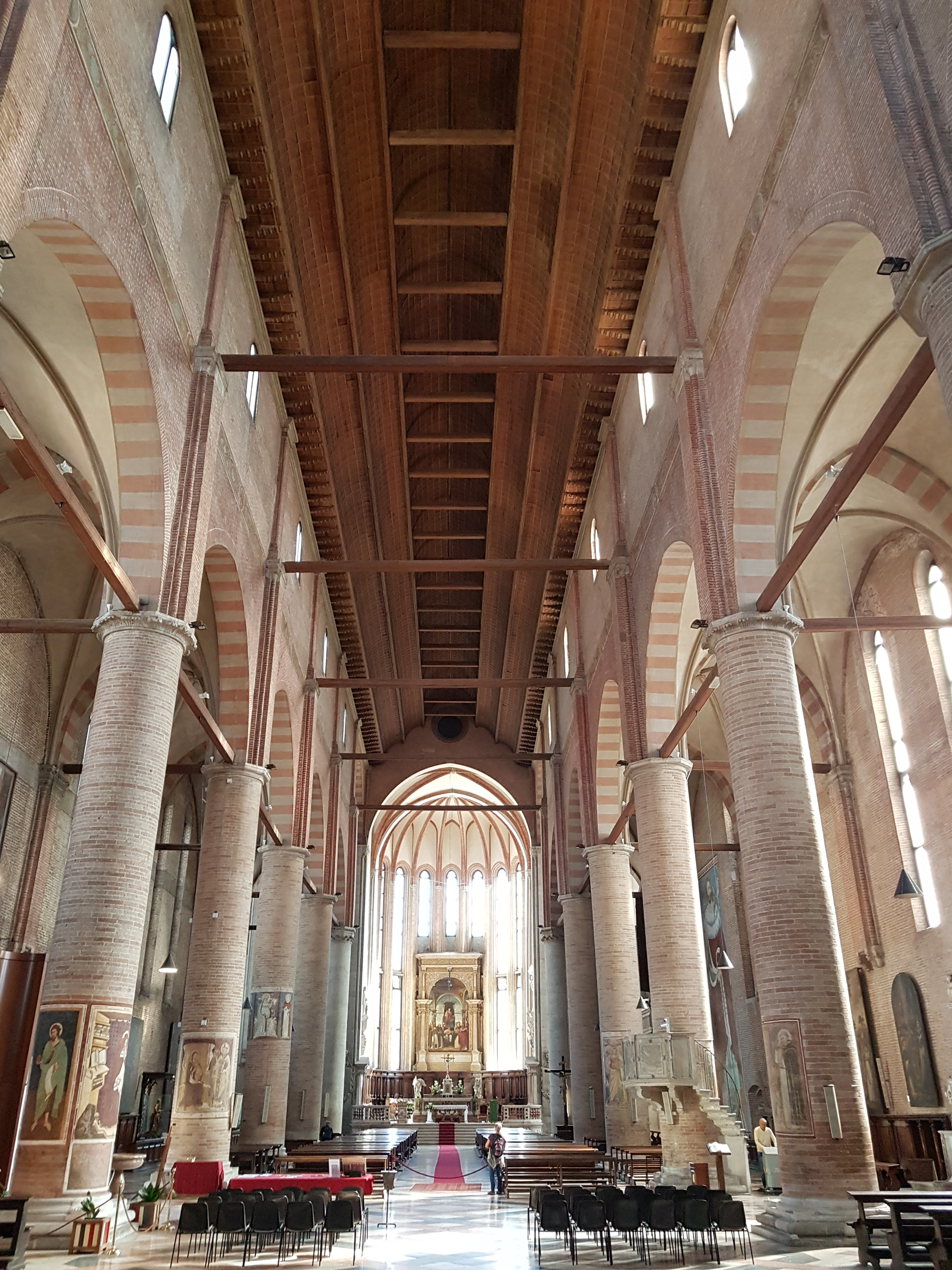
San Nicolò a Treviso
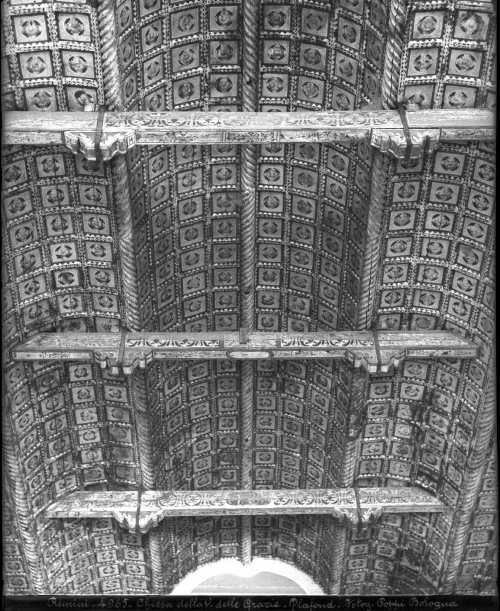
Santuario di Santa Maria delle Grazie a Rimini
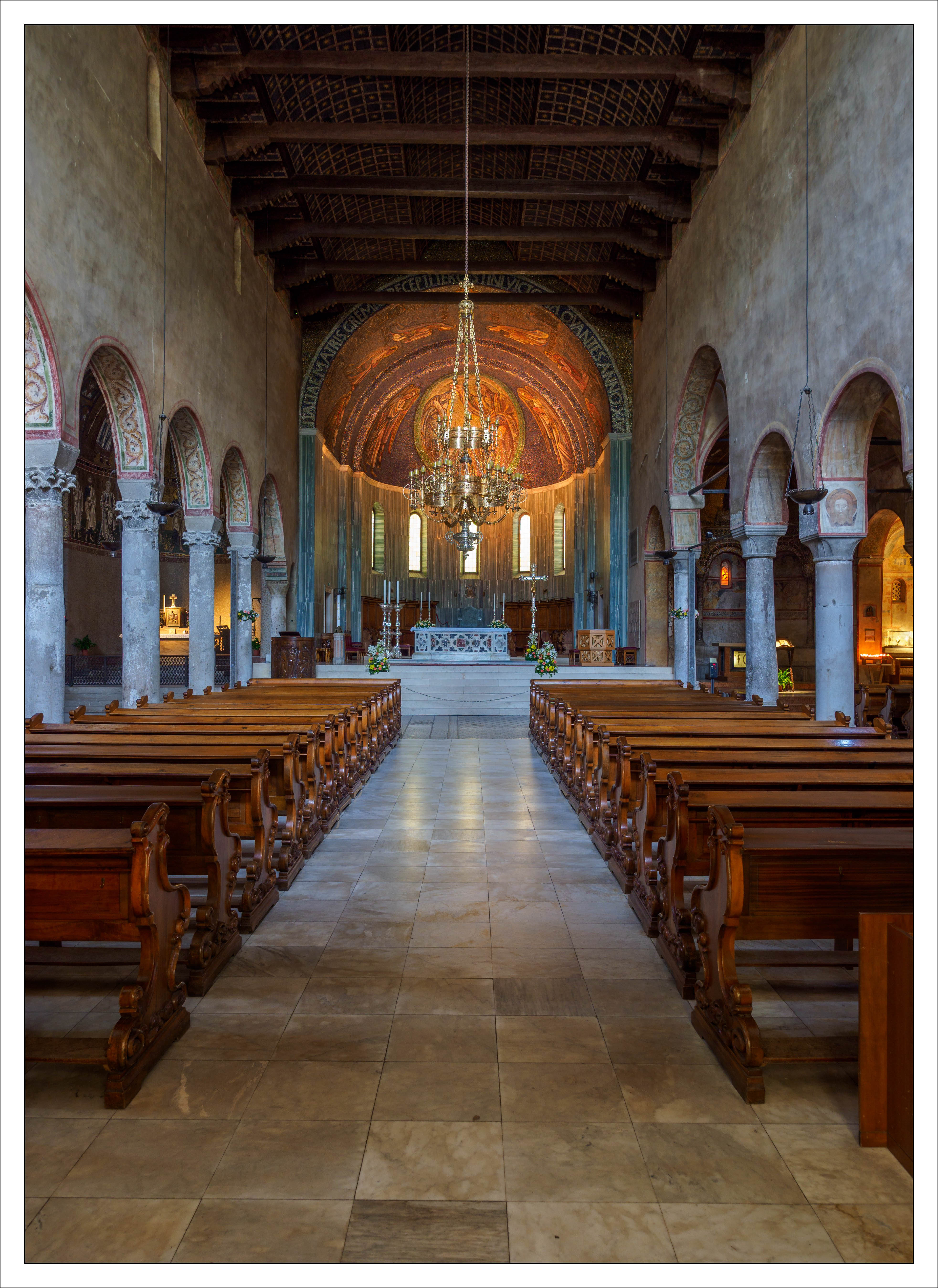
San Giusto a Trieste
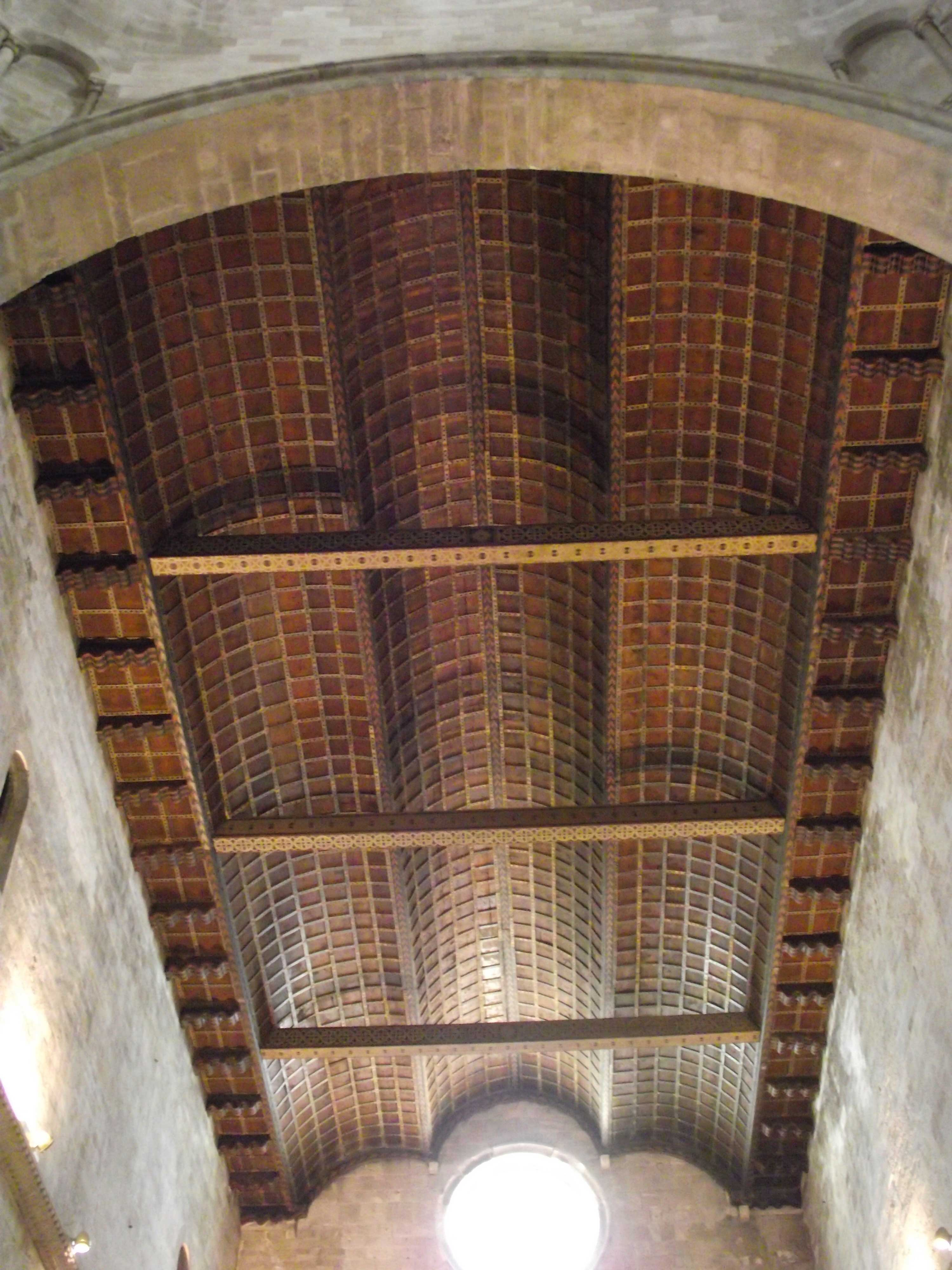
Duomo di Ancona
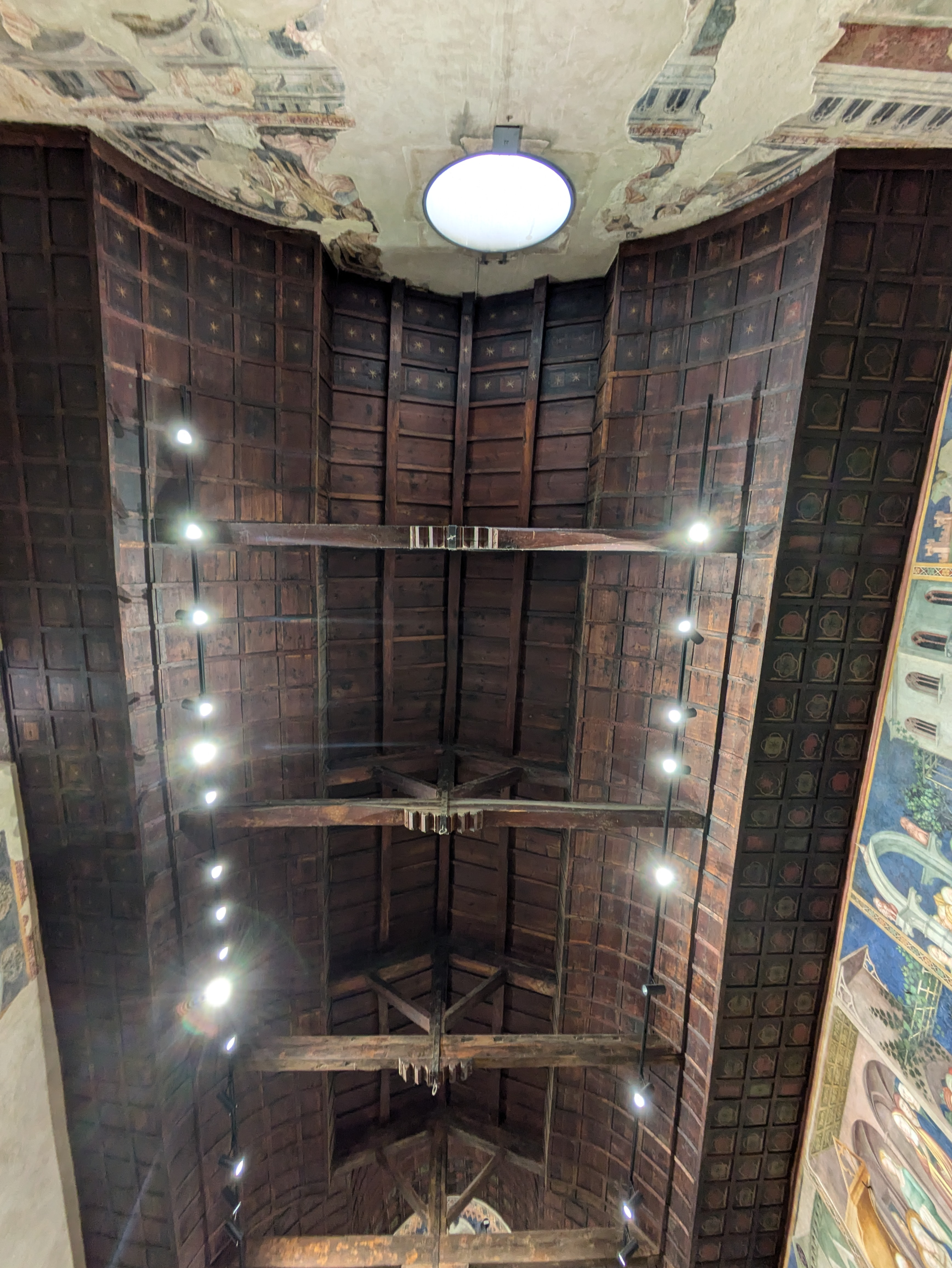
Oratorio di San Giovanni Battista a Urbino
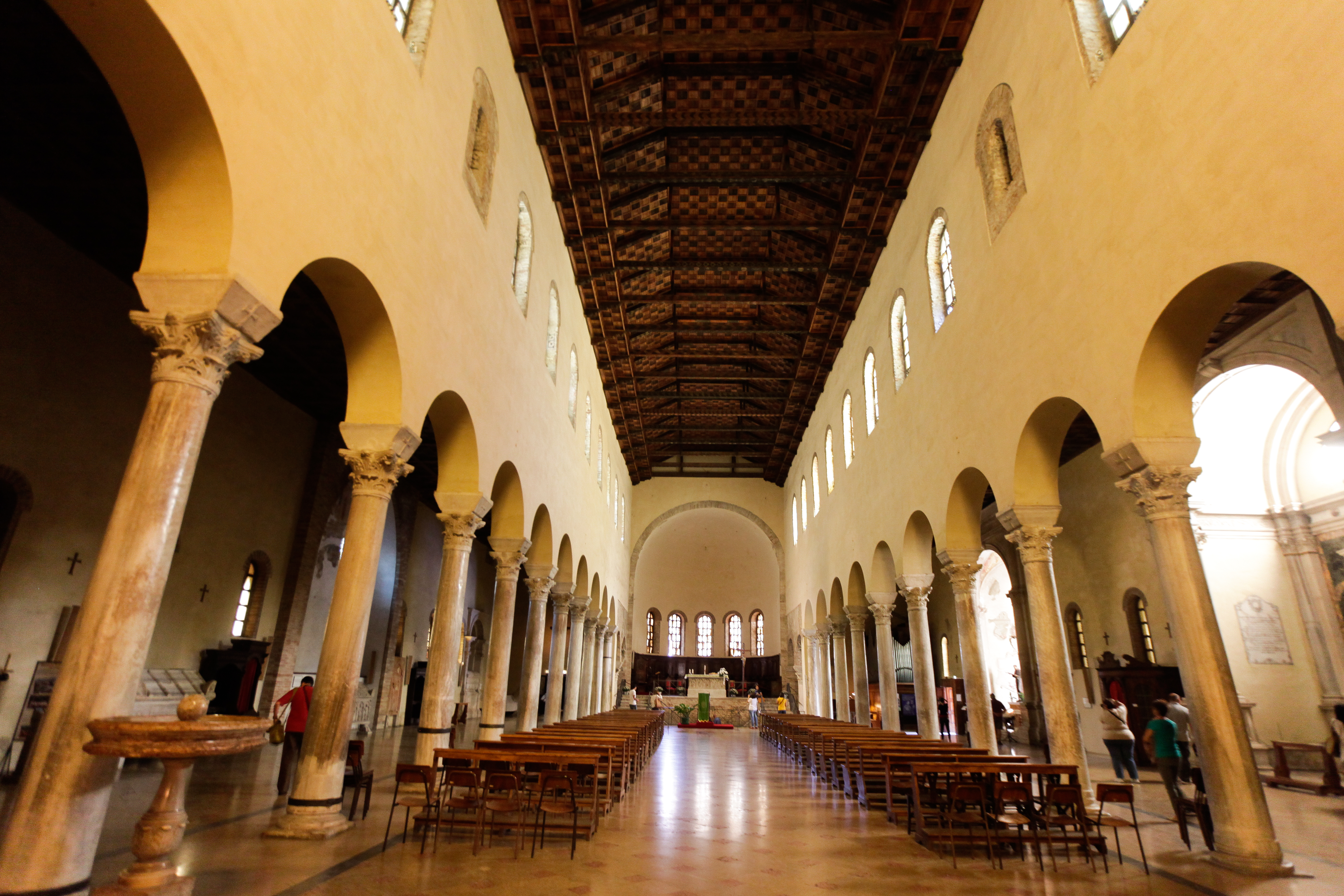
San Francesco a Ravenna
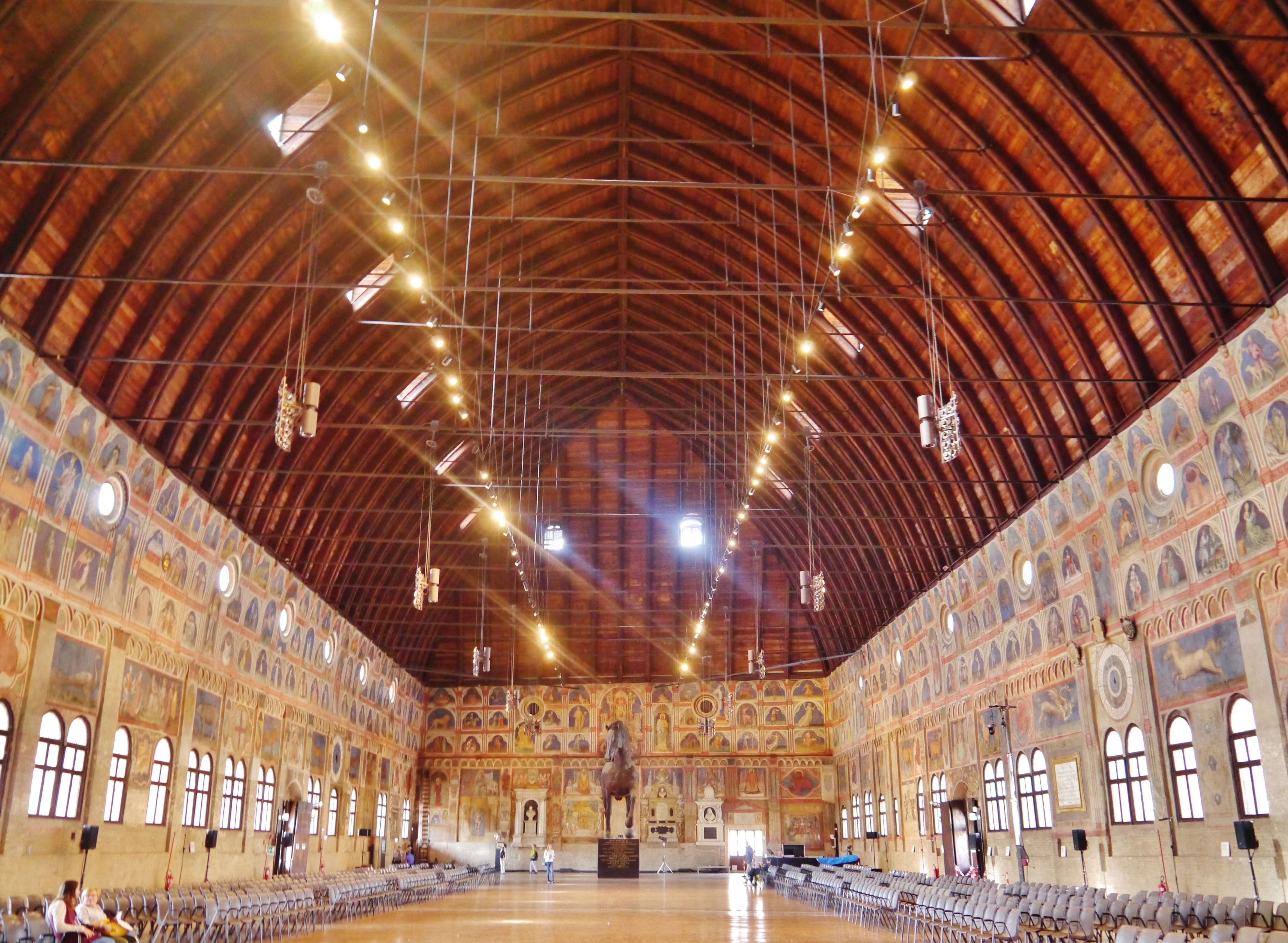
Palazzo della Ragione a Padova
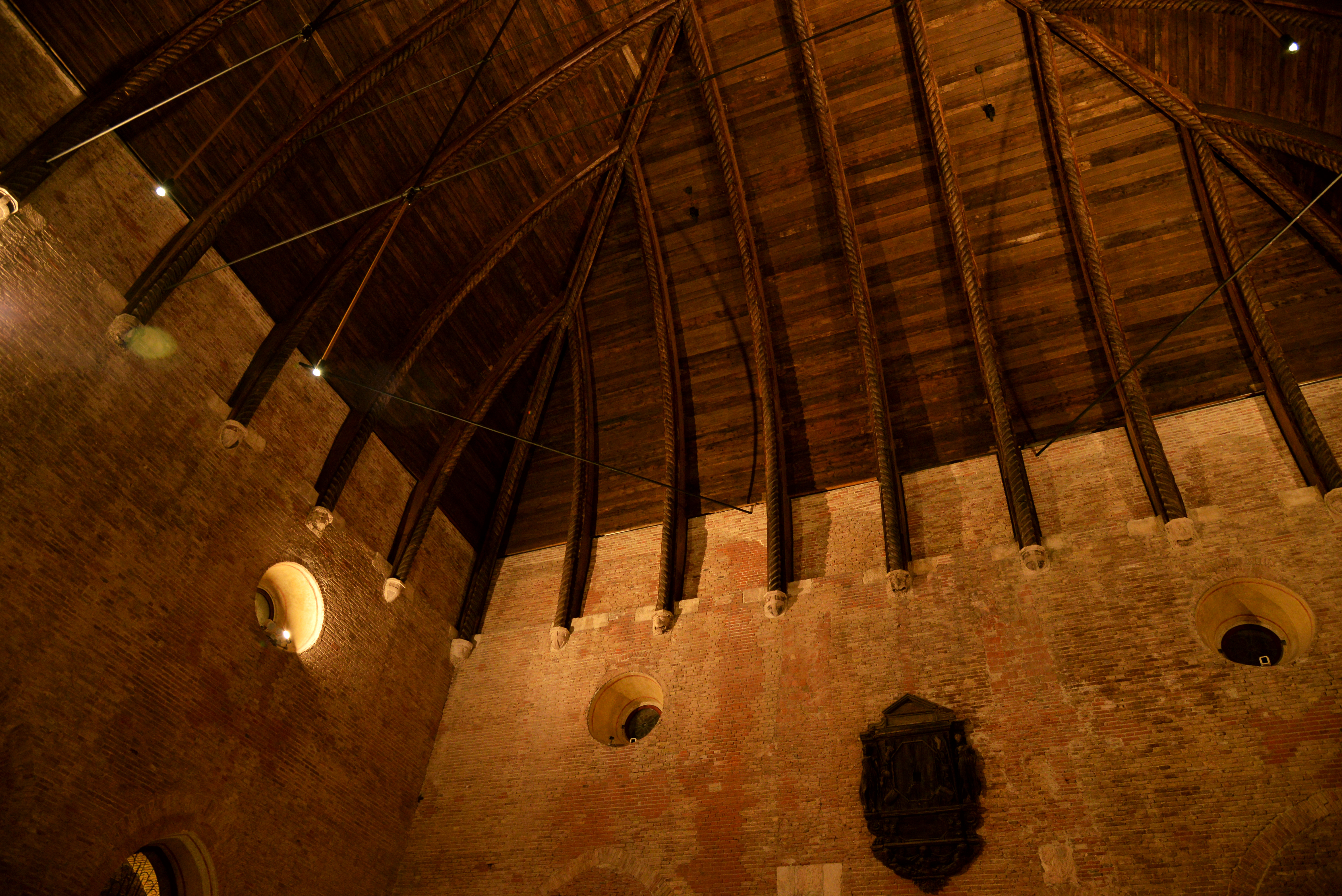
Basilica Palladiana a Vicenza